# Hypselospinus fittoni
L'ipselospino (Hypselospinus fittoni Lydekker, 1889) era un dinosauro erbivoro appartenente agli ornitopodi. Visse nel Cretaceo inferiore (Valanginiano, circa 140 milioni di anni fa). I suoi resti fossili sono stati ritrovati in Inghilterra.

## Descrizione
Lungo circa 6 metri, questo dinosauro doveva avere l'aspetto tipico degli ornitopodi di medie dimensioni: il corpo era relativamente snello e gli arti posteriori piuttosto robusti e lunghi. Le zampe anteriori erano più corte, ma altrettanto robuste. È probabile che Hypselospinus fosse un animale semibipede, che si muoveva abitualmente su tutti e quattro gli arti ma che si spostava velocemente sulle zampe posteriori in caso di necessità. La colonna vertebrale possedeva caratteristiche vertebre dalle spine neurali allungate, simili a quelle del successivo Mantellisaurus.
Al contrario di quest'ultimo genere, in Hypselospinus il caratteristico "pollice - aculeo" (tipico degli iguanodonti evoluti) era di grandi dimensioni. Questo osso conico e appuntito poteva raggiungere il 40 % della lunghezza dell'avambraccio; non era propriamente conico, ma compresso lateralmente e fermamente attaccato al blocco carpale. Era quindi sostanzialmente impossibile una flessione, ed è probabile che fosse utilizzato come arma.
Benché di dimensioni simili a Mantellisaurus, Hypselospinus possedeva una corporatura più robusta, con ossa delle zampe forti e massicce, e un cinto pettorale spesso. Nonostante il suo corpo massiccio, Hypselospinus era dotato di fauci insolitamente snelle e gracili, simili a quelle di Mantellisaurus e Dollodon.

## Classificazione
I resti fossili attribuiti a questo animale furono scoperti per la prima volta sul finire dell' '800 e descritti da Lydekker nel 1889 come una nuova specie di Iguanodon, I. fittoni. Per molti decenni, infatti, gran parte dei fossili di dinosauri ornitopodi del Cretaceo europeo vennero attribuiti al ben noto Iguanodon, senza che vi fosse una chiara classificazione delle specie. Solo negli anni 2000 vennero eseguiti studi più approfonditi: emerse così che la specie Iguanodon fittoni era ben diversa dalla specie Iguanodon bernissartensis, sulla quale si basa il genere. Vi erano numerose caratteristiche scheletriche (e in generale la corporatura snella) e un diverso orizzonte stratigrafico che permisero a David Norman, nel 2010, di creare il nuovo genere Hypselospinus (che significa "spina alta"). A questo genere sono stati attribuiti anche i resti precedentemente ascritti a un'altra specie di iguanodonte, I. hollingtoniensis, e (con minor sicurezza) altri fossili provenienti dalla Spagna. 
Contemporaneo di Hypselospinus era un altro iguanodonte, Barilium, più grosso e dalle forme pesanti.